# Волф фон Макслрайн
Волфганг/Волф фон Макслрайн (на немски: Wolfgang/Wolf von Maxlrain Herr zu Waldeck; † 20 ноември 1561 в Мюнхен) е благородник от стария баварски род от Макслрайн, днес част от Тунтенхаузен в Горна Бавария, господар на Валдек (1518 – 1561), от 1548 г. имперски фрайхер.
Той е син на Файт фон Макслрайн († 1518) и съпругата му Маргарета фон Валдек, наследничка на Валенбург († 1500), дъщеря на Волфганг фон Валдек, господар на Валенбург.
През 1516 г. могъщите господари фон Макслрайн получават господството Валдек с главен град Мизбах в Бавария. Резиденцията на господството Валдек е от 15 век дворец Валенбург северно от Мизбах.
Волфганг/Волф фон Макслрайн е издигнат през 1548 г. на имперски фрайхер. Той умира на 20 ноември 1561 г. в Мюнхен.
Родът е издигнат през 1637 г. на имперски граф, едновременно император Фердинанд II издига господството Валдек на графство с новото име „Хоенвалдек“.

## Фамилия
Волф фон Макслрайн се жени на 3 януари 1520 г. за Анна фон Фрундсбергг († 3 януари 1554, погребана в Тарчинг), дъщеря на Георг фон Фрундсберг (1473 – 1528) и Катарина фон Шрофенщайн († 1518). Те имат десет деца:
- Волф Георг фон Макслрайн (* ок. 1521/1522; † сл. 1535)
- Волф Дитрих фон Макслрайн (* 1523 или 1524; † 21 април 1586, погребан в Мизбах), следва в университета в Инголщат, баварски политик, господар на Валдек (1561 – 1586), женен на 29 юни 1543 г. за Вероника фон Пинценау, наследничка на Ахолминг († пр. 18 април 1581), дъщеря на Лудвиг фон Пинценау и Еуфемия фон Прайзинг
- Волф Ханс фон Макслрайн (* ок. 1524/1525; † в битка близо до Касана)
- Волф Дитрих фон Макслрайн (* ок. 1526; † в битка в Унгария)
- Магдалена фон Макслрайн (* ок. 1527)
- Волф Вилхелм фон Макслрайн (* ок. 1527; † юли 1595, погребан в Мизбах), господар на Валдек (1586 – 1595), женен на 25 февруари 1560 г. за Йохана Пернер († сл. 29 юни 1606), дъщеря на Франц Пернер
- Геновефа фон Макслрайн (* ок. 1528; † млада)
- Флорентина фон Макслрайн (* ок. 1529), омъжена I. на 8 юли 1549 г. за Ханс Кристоф фон дер Албен († пр. 16 март 1553), II. на 15 май 1556 г. за фрайхер Франц фон Цинцендорф († 1586)
- Мария Якоба фон Макслрайн (1530 – 1575), омъжена на 27 юни 1550 г. за фрайхер Ханс Файт фон Тьоринг цу Жетенбах цу Туслинг, Жетенбах и Мьодлинг (* 1524; † 14 май 1582), брат на фрайхер Йохан Георг VI фон Тьоринг-Зеефелд (1521 – 1589) и син на Каспар III/XI фон Тьоринг (1484/1486 – 1550/1560) и Маргарета фон Тьоринг-Жетенбах (1501 – 1554)
- Анна фон Макслрайн (* ок. 1531), омъжена на 22 май 1558 г. за Вигулеус Ценгер фон Адлманщайн († 7 октомври 1580, Бургхаузен)